# Новые Мертли
Новые Мертли — деревня в Буинском районе Татарстана. Входит в состав Кошки-Теняковского сельского поселения.

## География
Находится в юго-западной части Татарстана на расстоянии приблизительно 15 км на юг по прямой от районного центра города Буинск.

## История
Основана в первой четверти XVIII века. Упоминается с 1859 года, когда здесь было учтено 192 жителя.

## Население
Постоянных жителей было: в 1880 году — 250, в 1897 — 345, в 1913 — 450, в 1920 — 478, в 1926 — 500, в 1938 — 507, в 1949 — 350, в 1958 — 244, в 1970 — 520, в 1979 — 436, в 1989 — 296.. Постоянное население составляло 261 человек (чуваши 100 %) в 2002 году, 238 — в 2010.